# 2572 Annschnell
2572 Annschnell è un asteroide della fascia principale. Scoperto nel 1950, presenta un'orbita caratterizzata da un semiasse maggiore pari a 2,3912407 au e da un'eccentricità di 0,1475878, inclinata di 5,14577° rispetto all'eclittica.
L'asteroide è dedicato all'astronoma austriaca Anneliese Schnell.